# گزریز
گزریز، روستایی در دهستان قلعه قاضی بخش قلعه قاضی شهرستان بندرعباس در استان هرمزگان ایران است.

## جمعیت
بر پایه سرشماری عمومی نفوس و مسکن در سال ۱۳۹۵، جمعیت این روستا برابر با ۲۳۰ نفر (۶۵ خانوار) بوده‌است.